# Ильинское сельское поселение (Белокалитвинский район)
Ильинское сельское поселение — муниципальное образование в Белокалитвинском районе Ростовской области.
Административный центр поселения — хутор Ильинка.

## Административное устройство
В состав Ильинского сельского поселения входят:
- хутор Ильинка,
- хутор Анновка,
- хутор Березово-Фёдоровка,
- хутор Васильевский,
- хутор Головка,
- хутор Гусынка,
- хутор Западный,
- хутор Калиновка,
- хутор Корсунка,
- хутор Курнаковка,
- хутор Лагутьевский,
- хутор Марьевка,
- хутор Мирошниковский,
- хутор Новопокровский,
- хутор Раздолье,
- хутор Таловка,
- хутор Шарковка.

## Население
| 2010  | 2012  | 2013  | 2014  | 2015  | 2016  | 2017  |
| ----- | ----- | ----- | ----- | ----- | ----- | ----- |
| 3012  | ↘2929 | ↘2847 | ↘2768 | ↘2702 | ↘2631 | ↘2596 |
| 2018  | 2019  | 2020  | 2021  |       |       |       |
| ↘2557 | ↘2468 | ↘2409 | ↘2370 |       |       |       |